# Municipio Coapilla
Koordinaten: 17° 8′ N, 93° 10′ W
Coapilla ist ein Municipio im mexikanischen Bundesstaat Chiapas. Das Municipio hat etwa 8.400 Einwohner und ist 155,5 km² groß. Verwaltungssitz und größter Ort ist das gleichnamige Coapilla. 
Der Name Coapilla kommt aus dem Nahuatl und bedeutet „Hügelkrone“.

## Geographie
Das Municipio Coapilla liegt nordwestlich des Zentrums des mexikanischen Bundesstaats Chiapas. Es zählt zur Gänze zur physiographischen Provinz der Sierra Madre de Chiapas und liegt gänzlich in der hydrologischen Region Grijalva-Usumacinta. Die Geologie des Municipios wird zu 49 % von Kalkstein bestimmt bei 26 % Andesit-Brekzie und 25 % Sandstein-Lutit; vorherrschende Bodentypen sind der Phaeozem (46 %), Luvisol (33 %) und Leptosol (21 %). Etwa 85 % der Gemeindefläche sind bewaldet, 12 % sind Weideland.
Das Municipio Coapilla grenzt an die Municipios Ocotepec, Tapalapa, Pantepec, Bochil, Chicoasén und Copainalá.

## Bevölkerung
Beim Zensus 2010 wurden im Municipio 8444 Menschen in 1971 Wohneinheiten gezählt. Davon wurden 1193 Personen als Sprecher einer indigenen Sprache registriert, darunter 1043 Sprecher des Tzotzil. Gut 20 Prozent der Bevölkerung waren Analphabeten. 2688 Einwohner wurden als Erwerbspersonen registriert, wovon ca. 86 % Männer bzw. 0,6 % arbeitslos waren. 47 % der Bevölkerung lebten in extremer Armut.

## Orte
Das Municipio Coapilla umfasst 33 bewohnte localidades, von denen nur der Hauptort vom INEGI als urban klassifiziert ist. Zwei der Orte wiesen beim Zensus 2010 eine Einwohnerzahl von über 1000 auf, 22 Orte hatten weniger als 100 Einwohner. Die größten Orte sind:
| Ort                        | Einwohner |
| Coapilla                   | 3187      |
| Buenavista (Matasanos)     | 1198      |
| José María Morelos y Pavón | 0894      |
| Llano Grande               | 0686      |
| Vicente Guerrero           | 0617      |